# Unter Gabelhorn
Pour les articles homonymes, voir Gabelhorn.
L'Unter Gabelhorn est un sommet des Alpes culminant à 3 391 mètres d'altitude. Il est situé en Suisse, dans le canton du Valais non loin de Zermatt et de l'Ober Gabelhorn.

## Localisation
L'Unter Gabelhorn est situé sur la rive gauche du Mattertal à l'ouest de Zermatt.